# Братислав Здравковић
Братислав Бата Здравковић (30. мај 1972) је српски фолк певач. Издао је шест музичких албума. Учествовао је у ријалити програму Фарма. Познат је и по својој способности да верно имитира гласове других певача.

## Дискографија
Албуми Братислава Здравковића су:
- Умри у самоћи (1989)
- Реците јој ветрови (1993)
- Боже само здравља дај (1998)
- Сад плачи ако, ако (2000)
- Црна лепотица (2003)
- Како старим, све те више волим (2005)